# Estrella Martín
Estrella Jiménez Martín (Málaga, España; 28 de abril de 1985), más conocida como Estrella Martín, es una actriz, modelo y bailarina española, más conocida por su personaje Triana en la telenovela mexicana A que no me dejas.

## Biografía
Nació el 28 de abril de 1985. Licenciada en Interpretación Textual en la Escuela Superior de Arte Dramático de Málaga (ESAD).
Con apenas 14 años comienza en el mundo de la moda. Ha desfilado para diversas firmas de moda tales como Punto Roma, Vero Moda, Ruanda y Only. Ha realizado varios spots publicitarios, entre los que destacan conocidas marcas como "Bauknecht", Reebok, Bebida isotónica “Aquarius’’, la "ONCE" y "Filipinos".
En su faceta como bailarina lleva más de una década en los escenarios con espectáculos de bailes de salón acrobáticos y más de 7 años impartiendo clases de bailes latinos compaginándolo con giras a nivel nacional.
Ha complementado su formación artística realizando diversos cursos de interpretación tales como, curso de mimo y pantomima, impartido por el maestro José Piris. Curso de voz. Curso de Interpretación (Entrenamiento actoral). Curso “Improvisación". Curso de expresión corporal. Curso Interpretación ante la cámara. Curso de voz, impartido por Esperanza Abad.
Actualmente Estrella reside en México, donde ha aparecido en series de televisión (La rosa de Guadalupe) y obras de teatro.

## Vida profesional
Con un amplio registro interpretativo en Cine, Televisión y Teatro. Ha trabajado en producciones españolas de gran éxito, entre ellas destacan series como ¿Bailas?, una serie juvenil que relata las peripecias de una escuela de talentos, dirigido por Javier Balaguer.
En producciones cinematográficas como "El quinto sello" dirigido por Andreu Castro, "Los minutos del silencio" dirigido por Rafa Robles, "Club All in: La apuesta final" dirigido por Gonzalo Martínez, "La guerra del tuning", dirigido por Enrique Urdanoz. "Detrás del último no hay nadie" dirigido por Rafael Gómez y en el cual ganó el premio a la mejor actriz protagonista en el "Festival de San Pedro de Alcántara". Y "El Derby" una comedia de Juan Cea, donde da vida a África, una periodista deportiva amante del fútbol.
También participó en “De mañana no pasa” una serie web de comedia situada en un gimnasio en la que se relatan las curiosas situaciones que se dan en el mundo de fitness a diario.
En teatro, ha participado en montajes de las cuales se destacan "Bodas de Sangre", dirigido por Ángel Baena; Lisístrata y "Una de nosotras", la adaptación de 8 Mujeres dirigida por Alejandra Nogales, "El Cabaret" dirigido por Pablo Rivero, "La vida es sueño", dirigida por Luis Moyano, entre muchas otras.

### Reconocimiento en México
Actualmente trabaja para Grupo Televisa.
Estrella Martín llegó a México en 2015 con el objetivo de probar suerte, por lo que acudió a Televisa a realizar casting y hablar con productores, y por fortuna le llegó el proyecto, donde prácticamente tendría que ser ella misma y personificaría a Triana, una joven gitana honesta y bondadosa, en la Telenovela A que no me dejas. Y es que gracias a este personaje la malagueña se ha hecho querer por la audiencia mexicana. Después tuvo una participación en la telenovela Simplemente María, así como también apareció en el capítulo "Guía Turística" de la serie Nosotros los guapos de Memo del Bosque. "Corazón de dos países", "Infidelidades imaginarias" y "Mi cómplice" en La rosa de Guadalupe.
Fue una de las invitadas VIP en uno de los espectáculos más sonados de México, El Consentido.
Además de representar a la banda "Takina Tantay"

## Formación académica
- Licenciada en Arte Dramático. Escuela Superior de Arte Dramático de Málaga (ESAD Málaga), 2005-2009

### Formación complementaria
- Curso de Interpretación, Sucursales emocionales, Carmen Rico.
- Curso de Interpretación, José Carlos Plaza.
- Curso Improvisación, Emilio Goyanes.
- Curso Interpretación ante la cámara, Yailenne Sierra.
- Curso de claqué, Silvia Montesinos.

## Experiencia profesional

### Teatro
- Amar es un arte, Dir. Marta Bernarda, 2017/2018
- El gran Pascual, Dir. José Sedek, 2017.

- Una de nosotras, (Adaptación de "Ocho mujeres"). Dir. Alejandra Nogales, 2014.
- El pequeño mundo de Matilda Room. Dir. Carmen Rico, 2013.
- Ocho Mujeres. Dir. Alejandra Nogales, 2012.
- Eurovisión, el festival de tu vida. Dir. Dany Cantos, 2012.
- Bodas de Sangre. Dir. Ángel Baena, 2009/2012.
- Electra. Dir. José Manuel Andreu, 2009.
- SONIAS. Dir. Hermanos Rico, 2008.
- Vaivén. Dir. Luisje Moyano, 2007.
- Fausto, con Ainhoa Arteta y Gregory Kunde, 2007.
- Lisístrata. Dir. Alejandra Nogales, 2006.
- La vida es sueño. Dir. Luisje Moyano, 2006.

### Cine
- Club All in: la apuesta final, Dir. Gonzalo Martínez, 2014

- Los minutos del silencio, Dir. Rafa Robles Rafatal, 2009

- Malatrocha, 2009

- Detrás del último no hay nadie, Dir. Rafael Álvarez, 2008

- La guerra del tuning, Dir. Enrique Urdanoz, 2008

- Cobardía, Dir. Irene Arango, 2008

- El mejor guion del mundo, Dir. Fran Kapilla, 2007

### Televisión
- La rosa de Guadalupe, Televisa
- Nosotros los guapos, Televisa, Guillermo del Bosque, 2016
- Simplemente María, Televisa, Ignacio Sada, 2016.

- A que no me dejas, (TV Serie), Televisa, Carlos Moreno Laguillo, 2015
- El Derby, Dir. Juan Cea, 2015
- El quinto sello, (TV Movie), Coral Producciones, 2012
- ¿Bailas?, Dir. Javier Balaguer, 2012

### Web
- Amar no basta, Dir. José Sedek, 2017

- De mañana no pasa, Dir. Juan Cea, 2012
- Mad Souls, 2014

### Otros
- Colchones América, Spot publicitario "Vivo en America", 2018

- Leche Lala, spot publicitario "Lala 100", 2018

- Desfile de moda nueva temporada otoño, “Punto Roma México”, 2013
- Catálogo de moda, “Tiendas sams México”, 2013
- Bailarina profesional de la compañía “Movimiento Uno” (Dir: Estrella Martín y Luis García)
- Danza aérea en telas
- Modelo con la firma “Vero Moda”, “Ruanda” y “Only”, 2006/2008
- Champú Alert, spot publicitario, Genoma Lab México, 2013
- Lotería Once, spot publicitario, 2003
- Filipinos, spot publicitario, 2002
- Bebida isotónica Si-sí, spot publicitario, 2001
- Electrodomésticos Bauknecht, spot publicitario, 2000